# Daniel Parsons
Daniel Liam Parsons (Thunder Bay, 27 giugno 1977) è un canottiere canadese, vincitore della medaglia di bronzo nel 4 senza pesi leggeri a Pechino 2008.

## Palmarès
- Olimpiadi

Pechino 2008: bronzo nel 4 senza pesi leggeri.